# Louis Prosper Cantener
Louis Prosper Cantener (1803 – 30 marzo 1847) è stato un entomologo francese, che si specializzato in coleotteri e lepidotteri.
Scrisse: Catalogue des Lépidoptères du département du Var. Rev. Ent. 1 (1) : 69-94 (1833) and  Histoire naturelle des Lepidopteres Rhopaloceres, ou Papillons, Diurnes, des departements des haut et Bas-Rhin, de la Moselle, de la Meurthe, et des Vosges. L. P. Cantener. Roret et Levrault. Paris. (1834-). Louis Cantener era un membro della Société entomologique de France.